# Partecipanti al Giro d'Italia 1982
Elenco dei partecipanti al Giro d'Italia 1982.
Il Giro d'Italia 1982 fu la sessantacinquesima edizione della corsa. Alla competizione presero parte 18 squadre, ciascuna delle quali composta da nove corridori, per un totale di 162 ciclisti. La corsa partì il 13 maggio da Milano e terminò il 6 giugno a Torino; in quest'ultima località portarono a termine la competizione 110 corridori.

## Corridori per squadra
Nota: R ritirato, NP non partito, FT fuori tempo, SQ squalificato.
| Inoxpran-Pentole Posate | Inoxpran-Pentole Posate  | Inoxpran-Pentole Posate | Famcucine-Campagnolo     | Famcucine-Campagnolo     | Famcucine-Campagnolo     | Renault-Elf-Gitane               | Renault-Elf-Gitane               | Renault-Elf-Gitane               |
| ----------------------- | ------------------------ | ----------------------- | ------------------------ | ------------------------ | ------------------------ | -------------------------------- | -------------------------------- | -------------------------------- |
| 1                       | Guido Bontempi           | R                       | 61                       | Francesco Moser          | 8º                       | 121                              | Bernard Becaas                   | R 20ª                            |
| 2                       | Giorgio Aiardi           | 77º                     | 62                       | Marino Amadori           | 74º                      | 122                              | Charly Bérard                    | 42º                              |
| 3                       | Alfredo Chinetti         | R                       | 63                       | Valerio Lualdi           | R                        | 123                              | Patrick Bonnet                   | 55º                              |
| 4                       | Giuliano Biatta          | 67º                     | 64                       | Piero Ghibaudo           | R                        | 124                              | Lucien Didier                    | 41º                              |
| 5                       | Bruno Leali              | 52º                     | 65                       | Giovanni Mantovani       | R                        | 125                              | Laurent Fignon                   | 15º                              |
| 6                       | Luciano Loro             | R                       | 66                       | Palmiro Masciarelli      | 23º                      | 126                              | Bernard Hinault                  | 1º                               |
| 7                       | Giovanni Moro            | 101º                    | 67                       | Leonardo Mazzantini      | 24º                      | 127                              | Marc Madiot                      | 34º                              |
| 8                       | Giancarlo Perini         | R                       | 68                       | Dante Morandi            | 94º                      | 128                              | Jean-François Rodriguez          | 26º                              |
| 9                       | Amilcare Sgalbazzi       | 16º                     | 69                       | Claudio Torelli          | 31º                      | 129                              | Alain Vigneron                   | 39º                              |
| Alfa Lum                | Alfa Lum                 | Alfa Lum                | Gemeaz Cusin-Zor         | Gemeaz Cusin-Zor         | Gemeaz Cusin-Zor         | Royal-Wrangler-Oliver Tex        | Royal-Wrangler-Oliver Tex        | Royal-Wrangler-Oliver Tex        |
| 11                      | Giuseppe Petito          | R                       | 71                       | Faustino Rupérez         | 10º                      | 131                              | Gottfried Schmutz                | 14º                              |
| 12                      | Anders Adamsson          | 90º                     | 72                       | Pedro Muñoz              | R                        | 132                              | Bruno Wolfer                     | R                                |
| 13                      | Mauro Angelucci          | 72º                     | 73                       | Isidro Juárez            | 56º                      | 133                              | Erich Mächler                    | 91º                              |
| 14                      | Giancarlo Baldoni        | R                       | 74                       | Jesús Rodríguez Magro    | 50º                      | 134                              | Fridolin Keller                  | 75º                              |
| 15                      | Vincenzo Cupperi         | 96º                     | 75                       | Ángel Ocaña              | R                        | 135                              | Daniel Müller                    | 88º                              |
| 16                      | Corrado Donadio          | 80º                     | 76                       | Álvaro Pino              | 30º                      | 136                              | Bernard Gavillet                 | 36º                              |
| 17                      | Salvatore Maccali        | R                       | 77                       | Guillermo de la Peña     | 81º                      | 137                              | Acácio da Silva                  | 78º                              |
| 18                      | Piero Onesti             | 82º                     | 78                       | Eduardo Chozas           | 19º                      | 138                              | Rudy Weber                       | 102º                             |
| 19                      | Michael Wilson           | 43º                     | 79                       | Ángel Camarillo          | 64º                      | 139                              | Peter Kehl                       | 103º                             |
| Atala-Campagnolo        | Atala-Campagnolo         | Atala-Campagnolo        | Gis Gelati-Olmo          | Gis Gelati-Olmo          | Gis Gelati-Olmo          | Sammontana-Benotto               | Sammontana-Benotto               | Sammontana-Benotto               |
| 21                      | Giancarlo Casiraghi      | 53º                     | 81                       | Fabrizio Verza           | 18º                      | 141                              | Roberto Visentini                | R                                |
| 22                      | Walter Delle Case        | 95º                     | 82                       | Leonardo Bevilacqua      | 71º                      | 142                              | Moreno Argentin                  | 38º                              |
| 23                      | Geir Digerud             | R                       | 83                       | Noël Dejonckheere        | 100º                     | 143                              | Tullio Bertacco                  | 63º                              |
| 24                      | Urs Freuler              | 99º                     | 84                       | Simone Fraccaro          | 65º                      | 144                              | Maurizio Bertini                 | R                                |
| 25                      | Pierino Gavazzi          | R                       | 85                       | Czesław Lang             | 17º                      | 145                              | Pierangelo Bincoletto            | R                                |
| 26                      | Mario Noris              | 93º                     | 86                       | Maurizio Piovani         | 48º                      | 146                              | Claudio Corti                    | 60º                              |
| 27                      | Giovanni Renosto         | 76º                     | 87                       | Luciano Rabottini        | 44º                      | 147                              | Raniero Gradi                    | R                                |
| 28                      | Giuseppe Lanzoni         | 33º                     | 88                       | Ennio Salvador           | 73º                      | 148                              | George Mount                     | 47º                              |
| 29                      | Paolo Rosola             | R                       | 89                       | Eddy Schepers            | 11º                      | 149                              | Marino Polini                    | R                                |
| Bianchi-Piaggio         | Bianchi-Piaggio          | Bianchi-Piaggio         | Hoonved-Bottecchia       | Hoonved-Bottecchia       | Hoonved-Bottecchia       | Selle Italia-Chinol              | Selle Italia-Chinol              | Selle Italia-Chinol              |
| 31                      | Gianbattista Baronchelli | 5º                      | 91                       | Mario Beccia             | 7º                       | 151                              | Franco Chioccioli                | 25º                              |
| 32                      | Silvano Contini          | 3º                      | 92                       | Antonio Bevilacqua       | 62º                      | 152                              | Tranquillo Andreetta             | R                                |
| 33                      | Aldo Donadello           | 57º                     | 93                       | Emanuele Bombini         | R                        | 153                              | Cesare Cipollini                 | R                                |
| 34                      | Alessandro Paganessi     | R                       | 94                       | Robert Dill-Bundi        | R                        | 154                              | Ercole Mealli                    | 98º                              |
| 35                      | Serge Parsani            | 49º                     | 95                       | Giuseppe Faraca          | 79º                      | 155                              | Per Bausager                     | 58º                              |
| 36                      | Tommy Prim               | 2º                      | 96                       | Luigi Ferreri            | 108º                     | 156                              | Jakob Bausager                   | 104º                             |
| 37                      | Alessandro Pozzi         | 29º                     | 97                       | Daniel Gisiger           | 61º                      | 157                              | Vittorio Setti                   | 69º                              |
| 38                      | Alf Segersäll            | 66º                     | 98                       | Silvestro Milani         | 105º                     | 158                              | Mario Gazzola                    | R                                |
| 39                      | Ennio Vanotti            | 28º                     | 99                       | Benedetto Patellaro      | R                        | 159                              | Antonio Alfonsini                | R                                |
| Campagnolo              | Campagnolo               | Campagnolo              | Kelme                    | Kelme                    | Kelme                    | Selle San Marco-Wilier Triestina | Selle San Marco-Wilier Triestina | Selle San Marco-Wilier Triestina |
| 41                      | Dietrich Thurau          | R                       | 101                      | Juan Fernández Martín    | 37º                      | 161                              | Alfio Vandi                      | 12º                              |
| 42                      | Gilles Blaser            | R                       | 102                      | Vicente Belda            | R                        | 162                              | Franco Conti                     | 45º                              |
| 43                      | Uwe Bolten               | 86º                     | 103                      | Roy Schuiten             | 87º                      | 163                              | Antonio D'Alonzo                 | R                                |
| 44                      | Götz Heine               | R                       | 104                      | Enrique Martínez Heredia | R                        | 164                              | Fiorenzo Favero                  | 70º                              |
| 45                      | Walter Hoffmann          | R                       | 105                      | Celestino Prieto         | R                        | 165                              | Giuseppe Martinelli              | R                                |
| 46                      | Stefan Schröpfer         | 109º                    | 106                      | Jaime Vilamajó           | R                        | 166                              | Giuseppe Montella                | 59º                              |
| 47                      | Marc Goossens            | 92º                     | 107                      | Juan Pujol               | 46º                      | 167                              | Sergio Santimaria                | R                                |
| 48                      | Johan Wellens            | R                       | 108                      | José Recio               | R                        | 168                              | Claudio Savini                   | R                                |
| 49                      | Bert Pronk               | 68º                     | 109                      | Jerónimo Ibáñez          | R                        | 169                              | Giovanni Testolin                | 22º                              |
| Del Tongo-Colnago       | Del Tongo-Colnago        | Del Tongo-Colnago       | Metauro Mobili-Pinarello | Metauro Mobili-Pinarello | Metauro Mobili-Pinarello | Termolan-Galli                   | Termolan-Galli                   | Termolan-Galli                   |
| 51                      | Luciano Borgognoni       | R                       | 111                      | Lucien Van Impe          | 4º                       | 171                              | Daniele Antinori                 | R                                |
| 52                      | Claudio Bortolotto       | R                       | 112                      | Vittorio Algeri          | 85º                      | 172                              | Daniele Caroli                   | 107º                             |
| 53                      | Roberto Ceruti           | 21º                     | 113                      | Nazzareno Berto          | 89º                      | 173                              | Davide Cassani                   | 40º                              |
| 54                      | Gabriele Landoni         | 54º                     | 114                      | Hans D'Haese             | 83º                      | 174                              | Claudio Girlanda                 | R                                |
| 55                      | Leonardo Natale          | 13º                     | 115                      | Marco Franceschini       | 106º                     | 175                              | Orlando Maini                    | 35º                              |
| 56                      | Wladimiro Panizza        | 20º                     | 116                      | Marco Groppo             | 9º                       | 176                              | Enea Montanari                   | 110º                             |
| 57                      | Giuseppe Saronni         | 6º                      | 117                      | Riccardo Magrini         | R                        | 177                              | Filippo Piersanti                | R                                |
| 58                      | Guido Van Calster        | 51º                     | 118                      | Flavio Miozzo            | 97º                      | 178                              | Jørgen Marcussen                 | 32º                              |
| 59                      | Gianluigi Zuanel         | 84º                     | 119                      | Nedo Pinori              | R                        | 179                              | Erminio Rizzi                    | 27º                              |

### Legenda
| Legenda          | Legenda | Legenda       | Legenda                                                  |
| ---------------- | --- | ------------- | -------------------------------------------------------- |
| Dorsale          | Dorsale di partenza del ciclista | Posizione     | Posizione finale nella classifica generale               |
| Maglia rosa      | Indica il vincitore della classifica generale                                                                                        | Maglia verde  | Indica il vincitore della classifica dei GPM             |
| Maglia ciclamino | Indica il vincitore della classifica a punti                                                                                         | Maglia bianca | Indica il vincitore della classifica dei giovani         |
| NP               | Indica un ciclista che non è ripartito in una tappa la mattina                                                                       | R             | Indica un ciclista che si è ritirato in una tappa        |
| FTM              | Indica un ciclista che ha concluso una tappa fuori tempo, ossia ha impiegato più tempo rispetto a quanto stabilito dal tempo massimo | EX            | Corridore escluso per non aver rispettato il regolamento |

## Corridori per nazione
Le nazionalità rappresentate nella manifestazione sono 15; in tabella il numero dei ciclisti suddivisi per la propria nazione di appartenenza:
| Numero corridori | Nazione                                                            |
| ---------------- | ------------------------------------------------------------------ |
| 99               | Italia                                                             |
| 17               | Spagna                                                             |
| 11               | Svizzera                                                           |
| 8                | Francia                                                            |
| 7                | Belgio                                                             |
| 6                | Germania                                                           |
| 3                | Danimarca, Svezia                                                  |
| 2                | Paesi Bassi                                                        |
| 1                | Australia, Lussemburgo, Norvegia, Polonia, Portogallo, Stati Uniti |